# حمام سلطان امیر احمد
حمام سلطان امیراحمد مربوط به دوره قاجار است و در کاشان، خیابان علوی ـ کوچه سلطان امیر احمد واقع شده و این اثر در تاریخ ۳ اسفند ۱۳۵۵ با شمارهٔ ثبت ۱۳۵۱ به‌عنوان یکی از آثار ملی ایران به ثبت رسیده است.

نمایی از معماری ایرانی حمام سلطان امیر احمد، کاشان. این حمام تاریخی در ۱۱ اسفند ۱۳۵۵ با شماره ۱۳۵۱ در فهرست آثار ملی ایران به ثبت رسید.

این حمام یکی از لوکیشن های سریال قبله عالم (مجموعه نمایش خانگی) بوده است .